# تاو۴ مار
تاو۴ مار یک ستاره است که در صورت فلکی مار قرار دارد.